# كمال آيت داود
كمال آيت داود (مواليد 18 مايو 1985) هو مجدف جزائري. شارك في منافسات زوارق التجديف المزدوجة خفيفة الوزن رجال [الإنجليزية] في الألعاب الأولمبية الصيفية لعام 2008. مثل الجزائر في الألعاب الأولمبية الصيفية 2020 في زوارق التجديف المزدوجة خفيفة الوزن رجال [الإنجليزية] مع شريكه سيد علي بودينة. انهوا المنافسة في المركز السابع عشر.

## المسيرة الرياضية
كمال أيت داود هو صاحب الميدالية الذهبية مع محمد رياض قاريدي [الإنجليزية] في المجذاف المزدوج خفيف الوزن في الألعاب الأفريقية 2007. كما أنه تنافس مع غاريدي في الألعاب الأولمبية الصيفية لعام 2008 [الإنجليزية]. فاز الثنائي آيت داود/قاريدي مرة أخرى بالميدالية الذهبية في المجذاف المزدوج خفيف الوزن في بطولة إفريقيا للتجديف 2013 [الفرنسية].
حصل على الميدالية الفضية في الكوكسوين الرباعي في ألعاب البحر الأبيض المتوسط الشاطئية لعام 2015. فاز في بطولة أفريقيا للتجديف 2015 [الفرنسية] بالميدالية الذهبية في المجذاف الرباعي خفيف الوزن والميدالية الفضية في زوارق المجذاف المزدوج خفيف الوزن.
فاز في بطولة أفريقيا للتجديف 2017 [الفرنسية] بالميدالية الذهبية في المجذاف المزدوج خفيف الوزن مع سيد علي بودينة. حصل على الميدالية البرونزية مع نهاد بن شادلي [الفرنسية] في تتابع مختلط في الألعاب الأفريقية 2019 [الفرنسية]، وحصل على الميدالية الفضية في التجديف المزدوج عام 2019 [الفرنسية] والميدالية البرونزية خفيفة الوزن في المجذاف الفردي خفيف الوزن والمجذاف المزدوج خفيف الوزن مع أسامة حبيش [الفرنسية].
في 12 أكتوبر 2019، تمكن كل من كمال آيت داوود وسيد علي بودينة من التأهل إلى الألعاب الأولمبية بطوكيو 2020 وذلك عقب فوزهما بسباق 2000م تجديف زوجي (الوزن الخفيف) خلال الدورة التأهيلية بتونس.
في مايو 2021، أحرز كمال آيت داود مع رفيقه سيد علي بودينة على المرتبة الرابعة في فئة تجديف زوجي في الدور التمهيدي للمرحلة الثالثة لكأس العالم للتجديف بسابوديا (إيطاليا)، وأنهت الجزائر السباق بتوقيت 6 د 40 ثا و41 جزء من المائة، خلف فريق إيطاليا البلد المنظم (6 د 17ثا و55 ج)، والنرويج ”أ” (6 د 18 ثا 48 ج).
في يوليو 2021، احتل كمال آيت داوود وسيد علي بودينة المركز السادس والأخير في اختصاص وزن خفيف تجديف زوجي رجال [الإنجليزية] في الألعاب الأولمبية الصيفية 2020 ضمن الفوج الثالث للدور الأوّل، ومنح لهما المُنظّمون – ولِأمثالهما – فرصة أخرى للتعويض أو ما يُعرف في بـ “الإستدراك”. وقد انهيا سباق الترتيب النهائي في المركز السابع عشر.

## وصلات خارجية
- كمال آيت داود على موقع الاتحاد الدولي للتجديف (الإنجليزية)
- كمال آيت داود على موقع اللجنة الأولمبية الدولية (الإنجليزية)
- كمال آيت داود على موقع أوليمبيديا (الإنجليزية)